# Gunjanalli, Sindhnur
Gunjanalli là một làng thuộc tehsil Sindhnur, huyện Raichur, bang Karnataka, Ấn Độ.